# کامپوروتوندو اتنو
کامپوروتوندو اتنو (به ایتالیایی: Camporotondo Etneo) یک کومونه در ایتالیا است که در استان کاتانیا واقع شده‌است.

## خصوصیات
کامپوروتوندو اتنو ۶٫۴ کیلومترمربع مساحت و ۴٬۴۶۴ نفر جمعیت دارد و ۴۴۵ متر بالاتر از سطح دریا واقع شده‌است.